# Sergio Magano
Sergio Magano Canti, né le 12 juin 1974 à Madrid, est un footballeur espagnol qui jouait au poste de défenseur central.

## Biographie
Sergio Magano commence sa carrière avec les juniors du Real Madrid lors de la saison 1992-1993. Il joue la saison 1993-1994 avec l'Atlético Malagueño.
En 1994, il rejoint le FC Barcelone B, où il reste jusqu'en 1997. Il joue un match avec l'équipe première du FC Barcelone, le 24 mai 1994 face à l'UE Sant Andreu en Copa Catalunya (victoire 2 à 0). Avec l'équipe réserve, il joue un total de 36 matches en deuxième division.
En 1997, il rejoint Manchego, puis en 1998 l'Albacete Balompié, où il joue 14 matches en deuxième division. En 1999, il est transféré à Cartagonova, avant de jouer de 2000 à 2002 au CD Toledo.
En 2002, il rejoint le club de San Sebastián de los Reyes, puis en 2003 le CE Sabadell. En 2004, il joue à Móstoles, puis de nouveau à Toledo, de 2005 à 2007. Il évolue en 2007 avec le Colmenar Viejo, avant de terminer sa carrière avec le Trival Valderas, où il joue de 2008 à 2012. 
Le bilan de la carrière de Sergio Magano s'élève à 50 matchs en deuxième division (aucun but), et 126 matchs en troisième division (5 buts).